# Xaltocan

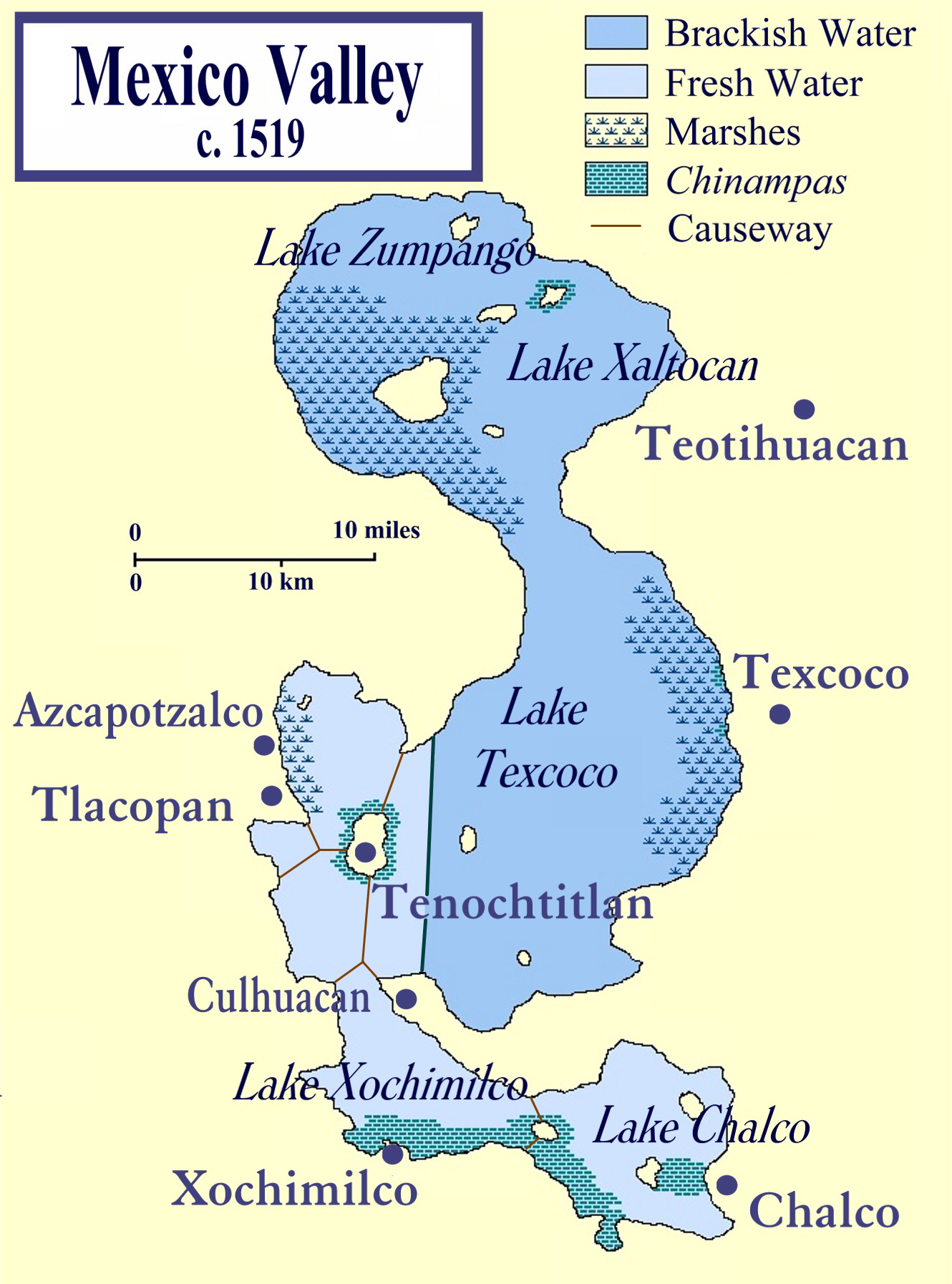
Carte de la Vallée de Mexico en 1519, au temps de la conquête espagnole, montrant l'emplacement du lac Xaltocan.

Xaltocan (aussi connue sous les noms de Jaltocan et Jaltocán) est une ville mexicaine située dans la municipalité de Xaltocan dans l'état de Tlaxcala. La ville est habitée depuis la période précolombienne.

## Histoire
Xaltocan était une cité-État précolombienne située sur une ile du lac Texcoco dans la vallée de Mexico. la ville était à l'origine occupée par les Otomis mais à la suite d'une guerre au XIVe siècle le site est occupé par les Aztèques.